# Mary Weber
Mary Ellen Weber (Cleveland, 24 agosto 1962) è un'ex astronauta e ingegnere statunitense.